# Helene Böhlau
Helene Böhlau, född  22 november 1859 (eller 1856) i Weimar, död 26 mars 1940 i Augsburg, var en tysk författare, dotter till Hermann Böhlau, gift med Friedrich Arnd.
Böhlau var en av kvinnoromanens mera bekanta namn i Tyskland. Bland hennes främsta verk är Weimarskildringen Ratsmädelgeschichten (1888).